# Paradoxo do bêbado
O paradoxo do bêbado (drinker paradox), também conhecido como princípio do bêbado (drinker's principle), é um teorema da Lógica clássica de predicados normalmente exposto, em linguagem natural, como:
Existe alguém no bar, tal que, se ele  estiver bebendo, todos estarão bebendo.  Parece contraintuitivo que 1) haja uma pessoa que está causando aos outros que bebam, ou 2) haja uma pessoa que a noite inteira seja sempre a última a beber. A primeira objeção vem de se confundir os enunciados formais  SE…ENTÃO com causalidade (veja que correlação não implica causalidade). O enunciado formal do teorema é atemporal, eliminando a segunda objeção porque a pessoa para a qual o enunciado se verifica em um instante não é necessariamente a mesma pessoa para a qual ele se verifica para qualquer outro instante.
O teorema na verdade é o seguinte: 
{\displaystyle \exists x\in P.\ [D(x)\rightarrow \forall y\in P.\ D(y)].\,}
onde D é um predicado arbitrário e P é um conjunto arbitrário. O paradoxo foi popularizado pelo lógico matemático Raymond Smullyan, que o chamou de "princípio do bêbado" em seu livro de 1978, What Is the Name of this Book? (Em Português: “Qual é o nome deste livro?”).

## Provas
A prova começa por: reconhecer que é verdade que todos no bar estão bebendo, ou pelo menos uma pessoa no bar não está bebendo. Consequentemente, existem dois casos a considerar:
1. Suponha que todos estão bebendo. Para qualquer pessoa em particular, não pode ser falso dizer que se uma determinada pessoa está bebendo, então todos no bar estão bebendo — Porque todo mundo está bebendo. Já que todo mundo está bebendo, então uma pessoa deve beber, pois, quando “aquela pessoa” bebe todos bebem. “Todos” inclui “aquela pessoa".
2. Suponha que pelo menos uma pessoa não está bebendo. Para qualquer pessoa em particular que não está bebendo, ainda não pode ser falso dizer que se aquela determinada pessoa está bebendo, então todos no bar estão bebendo – porque essa pessoa , de fato, não está  bebendo. Neste caso, a condição é falsa, então a afirmação é verdadeira por vacuidade, devido à natureza da implicação material na lógica formal, que afirma que "Se P, então Q" é sempre verdadeira se P (a condição ou antecedente) é falsa.[1][2]

De qualquer forma, Existe alguém no bar, tal que, se ele  estiver bebendo, todos estarão bebendo. Uma maneira um pouco mais formal de expressar o que foi dito, é dizer que, se todo mundo bebe, então qualquer um pode ser a testemunha para a validade do teorema. E se alguém não beber, então um indivíduo em particular que não está bebendo pode ser a testemunha da validade do teorema.
A prova acima é essencialmente modelo-teórica (pode ser formalizada como tal). Uma prova puramente sintáctica é possível e pode ser até mesmo mecanizada (no outro, por exemplo), mas apenas por uma insatisfatibilidade, ao invés de uma negação equivalente do teorema. Ou seja, a negação do teorema é:
{\displaystyle \neg [\exists x.\ [D(x)\rightarrow \forall y.\ D(y)]]\,}
que é equivalente com a forma normal prenex a:
{\displaystyle \forall x\exists y.\ [D(x)\wedge \neg D(y)]\,}
Pela Skolemização da sentença acima, temos:
{\displaystyle \forall x.\ [D(x)\wedge \neg D(f(x))]\,}
A resolução das duas clausulas {\displaystyle D(x)} e {\displaystyle \neg D(f(x))} resulta em um conjunto vazio de cláusulas (ou seja, uma contradição), provando já que a negação do teorema é insatisfatível. A resolução não é muito simples porque envolve uma pesquisa com base no teorema de Herbrand para instâncias, que são proposicionalmente insatisfatíveis. A variável x é primeiramente instanciada com a  constante d (fazendo uso do pressuposto de que o domínio não é vazio), resultando no universo Herbrand:
{\displaystyle \{d,f(d),f(f(d)),f(f(f(d))),\ldots \}}
Pode-se esboçar a seguinte dedução natural:
{\displaystyle {\cfrac {{\cfrac {{\cfrac {\forall x.\ [D(x)\wedge \neg D(f(x))]\,}{D(d)\wedge \neg D(f(d))}}\forall _{E}}{\neg D(f(d))}}\wedge _{E}\qquad {\cfrac {{\cfrac {\forall x.\ [D(x)\wedge \neg D(f(x))]\,}{D(f(d))\wedge \neg D(f(f(d)))}}\forall _{E}}{D(f(d))}}\wedge _{E}}{\bot }}\ \Rightarrow _{E}}
Ou em detalhe:
1. I1Instanciar x com d obtendo {\displaystyle [D(d)\wedge \neg D(f(d))]} o que implica {\displaystyle \neg D(f(d))}
2. x é então instanciado com f(d) obtendo{\displaystyle [D(f(d))\wedge \neg D(f(f(d)))]} que implica {\displaystyle D(f(d))}.

Observa-se que  {\displaystyle \neg D(f(d))} e {\displaystyle D(f(d))} podem unificar-se sintaticamente em seus argumentos principais. Uma busca (automática) termina, assim, em duas etapas:
1. {\displaystyle D(d)\wedge \neg D(f(d))}
2. {\displaystyle D(d)\wedge {\underline {\neg D(f(d))\wedge D(f(d))}}\wedge \neg D(f(f(d)))}

A prova por resolução dada aqui, usa a lei do terceiro excluído, o axioma da escolha, e o domínio não vazio como premissas.

## Explicação da paradoxalidade
O paradoxo é em ,última análise, baseado no princípio da lógica formal que declara que {\displaystyle A\rightarrow B} é verdadeiro sempre que A é falso, isto é, qualquer declaração resulta de uma declaração falsa. (ex falso quodlibet).
O importante para o paradoxo é que a lógica condicional no clássico (e intuicionistico) é a matéria condicional. Que tem a propriedade que {\displaystyle A\rightarrow B} é verdadeiro se B é verdadeira ou se A é falso (na lógica clássica, mas não na lógica intuicionista, esta é também uma condição necessária).
Assim como foi aplicado aqui a declaração "se ele está bebendo, todo mundo está bebendo" foi feita para ser correta em um caso, se todo mundo estava bebendo, e em outro caso, se ele não estava bebendo — Mesmo que quem estava bebendo pode não ter tido nada a ver com qualquer outro que estava bebendo.
Por outro lado, em linguagem natural, tipicamente "se ... então ..." é utilizado como um indicativo condicional.

## História e variações
Smullyan, em seu livro de 1978, atribui o nomeado "O Princípio do bêbado" aos seus alunos de pós-graduação. Ele também abordou variantes (obtidos através da substituição de D com outros predicados, mais drásticos.):
- •	"há uma mulher na terra de tal forma que se ela se torna estéril, toda a raça humana vai morrer." Smullyan escreveu que esta formulação surgiu de uma conversa que teve com o filósofo John Bacon.[1]
- •	Uma versão "dual" do Princípio: "há pelo menos uma pessoa de tal forma que se alguém bebe, então ele bebe."[1]

Como o "princípio do bêbado de Smullyan” ou apenas "princípio do bêbado" aparece no H.P. de Barendregt "A busca da correção" (The quest for correctness, 1996), acompanhado de algumas provas mecânicas. Desde então, tem feito aparição regular como um exemplo em publicações sobre raciocínio automatizado; às vezes é usado para contrastar a expressividade dos assistentes de prova.

### Domínio não-vazio
O paradoxo assume implicitamente que havia alguém no bar. A suposição de que o domínio não é vazio, é construída nas regras de inferência de lógica de predicados clássica.  Nós podemos deduzir {\displaystyle D(x)} de {\displaystyle \forall xD(x)}, mas é claro, se o domínio estava vazio (neste caso, se não houvesse ninguém no bar),  a proposição  {\displaystyle D(x)} não seria bem formada para qualquer expressão fechada x.
No cenário com domínios vazios permitidos, o paradoxo do bêbado deve ser formulado da seguinte forma:
Um conjunto P satisfaz
{\displaystyle \exists x\in P.\ [D(x)\rightarrow \forall y\in P.\ D(y)]\,}
se e somente se ele é não-vazio.
Ou, em palavras:
Se há alguém no bar todo, então há alguém de tal forma que, se ele está bebendo, então todos no bar estão bebendo.